# 蓼花池
蓼花池是一个位于中国江西省星子县的湖泊，面积约为8平方千米，平均水深约为1.6米。
蓼花池在庐山东南麓，南距鄱阳湖3公里。湖岸海拔14米。呈不规则湖形。接纳庐山东南山溪来水，南经蓼南乡泄入蚌湖。